# Кавалеро (Вашингтон)
Кавалеро (енгл. Cavalero) насељено је место без административног статуса у америчкој савезној држави Вашингтон.

## Демографија
По попису из 2010. године број становника је 4.660.
| Група             | 2000.    | 2010.         |
| Белци             | 0 (0,0%) | 4.060 (87,1%) |
| Афроамериканци    | 0 (0,0%) | 50 (1,1%)     |
| Азијати           | 0 (0,0%) | 133 (2,9%)    |
| Хиспаноамериканци | 0 (0,0%) | 242 (5,2%)    |
| Укупно            | 0        | 4.660         |